# Liste der Kunstwerke im öffentlichen Raum in München
Diese Seite gibt einen Überblick über die Kunst im öffentlichen Raum in der Landeshauptstadt München, also über die Skulpturen, Plastiken, Reliefs und ähnliche Kunstwerke, die im Stadtgebiet von München im öffentlichen zugänglichen Raum aufgestellt sind. Nicht auf dieser Seite aufgeführt sind Kunstwerke an oder in Bauwerken wie z. B. Kirchen, Schlössern und Museen, diese werden in den Artikeln der entsprechenden Bauwerke beschrieben.
- Kunstwerke, die Bestandteil eines Brunnens sind, finden sich in der Liste Münchner Brunnen.
- Kunstwerke, die Bestandteil einer Brücke sind, finden sich in Bauplastik an Brücken in München.
- Kunstwerke, die dem Gedenken an bestimmte Personen, Personengruppen oder Ereignisse dienen, sind unter Liste Münchner Denkmäler zu finden.
- Kunstwerke in Form einer Gedenktafel, in der Regel an einer Gebäudewand angebracht, sind in der Liste Münchner Gedenktafeln zu finden.

## Kunstwerke
| Bezeichnung                                                                              | Standort | errichtet                                                                          | Künstler                                           | Anmerkungen | Bild                              |
| ---------------------------------------------------------------------------------------- | --- | ---------------------------------------------------------------------------------- | -------------------------------------------------- | --- | --------------------------------- |
| unbekannt                                                                                | Thalkirchen, am Isar-Werkkanal/Zentralländstraße | ?                                                                                  | Peter Winter-Heidingsfeld                          | Titel der Skulptur unbekannt. Name des Künstlers in einem Schriftzug an der Skulptur sichtbar. | weitere Bilder                    |
| Lebe                                                                                     | Obergiesing, Tegernseer Landstraße 96 | 2025                                                                               | Rikki Reinwein                                     | neben dem Bamboleo | weitere Bilder                    |
| unbekannt                                                                                | Berg am Laim, Inzeller Weg 4, vor der Mittelschule am Inzeller Weg (Standort)                                                                            | ?                                                                                  | Karl Potzler (1920–1995)                           | Titel der Skulptur unbekannt. Name des Künstlers gemäß Signatur an der Rückseite. | weitere Bilder                    |
| 2 Stadtverweiszeichen                                                                    | Sendling, links und rechts der Brudermühlstraße am westlichen Tunneleingang (Standort)                                                                   | 1989                                                                               | Stefan Wewerka                                     | | 2 Stadtverweiszeichen             |
| 4S                                                                                       | Isarvorstadt, Erhardtstraße vor dem Europäischen Patentamt (Standort)                                                                                    | 1997                                                                               | Christian Hinz                                     | Granit, 100 × 600 × 130 cm | weitere Bilder                    |
| Aglaia                                                                                   | Maxvorstadt, Skulpturenpark Pinakothek, im Umfeld der Neuen Pinakothek (Standort)                                                                        | 1961                                                                               | Toni Stadler                                       | im Wasserbecken vor der Terrasse | weitere Bilder                    |
| Allegorische Erzfiguren Sieg der Wissenschaft und Wahrheit                               | Maxvorstadt, Amalienstraße 58, vor der Universität (Standort)                                                                                            | 1907/10                                                                            | Hermann Hahn                                       | gegossen von Wilhelm Rupp, Höhe 2 m | Allegorische Erzfiguren           |
| Alpha im Wind                                                                            | Schwanthalerhöhe, Garmischer Straße 35, vor dem Alpha-Haus (Standort)                                                                                    | 1990                                                                               | Otto Wesendonck                                    | Chrom-Nickel-Stahl, Höhe 9 m | weitere Bilder                    |
| Asphaltsee                                                                               | Arnulfpark (Standort) | 2007                                                                               | Wilhelm Koch                                       | Bodenrelief, Gussasphalt, ca. 70 m × 17 m; Rainer Werner Fassbinder gewidmet | weitere Bilder                    |
| Aristoteles                                                                              | Maxvorstadt, Ludwigstraße 16 (vor der Bayerischen Staatsbibliothek zusammen mit Hippokrates, Homer und Thukydides) (Standort)                            | 1966 (1843)                                                                        | Roland von Bohr                                    | Original von Francesco Sanguinetti nach Modell von Ludwig von Schwanthaler (1837) heute in Bernau am Chiemsee (Schulhof) | Aristoteles                       |
| Auffliegender Vogel                                                                      | Bogenhausen, Rosenkavalierplatz (Standort) | 1984                                                                               | Roland Friederichsen                               | Bronze | weitere Bilder                    |
| Aufsteigendes Pferd mit Reiter                                                           | Altstadt, Promenadeplatz 9 (auf der Balkonbrüstung) (Standort)                                                                                           |                                                                                    | Heinrich Düll und Georg Pezold                     | Bronze, Baudenkmal | weitere Bilder                    |
| Austausch                                                                                | Ludwigsvorstadt, Pettenkoferstraße / Goethestraße (Standort)                                                                                             | 2001                                                                               | Ernst Hesse                                        | Bronze | weitere Bilder                    |
| Balance                                                                                  | Schwabing, Leopoldstraße 234, vor der Filiale der Deutschen Bundesbank (Standort)                                                                        | 2000                                                                               | Ulla M. Scholl                                     | Bronzeskulptur, 2,30 m hoch | weitere Bilder                    |
| Baumbrunnen                                                                              | Bogenhausen, Cosima-/Englschalkinger Straße (Standort)                                                                                                   | 1971, an der jetzigen Stelle seit 1990                                             | Roland Friederichsen                               | Bronzeskulptur, 3,30 m hoch, ursprünglich als Brunnen im Innenhof Prinzregentenstraße 14 aufgestellt | Baumbrunnen                       |
| Bavaria                                                                                  | Schwanthalerhöhe, Theresienhöhe (Standort) | 1844–1850                                                                          | Ludwig Schwanthaler                                | Bronzekolossalstatue der Personifikation Bayerns, modelliert von Schwanthaler basierend auf einem Entwurf von Leo von Klenze, gegossen von Ferdinand von Miller | weitere Bilder                    |
| Begegnung                                                                                | Ludwigsvorstadt, Pettenkoferstraße / Goethestraße (Standort)                                                                                             | 2001                                                                               | Ernst Hesse                                        | Bronze | weitere Bilder                    |
| Bennosäule (Stadtheiliger von München)                                                   | Maxvorstadt, Loristraße 21 (Standort) | 1910                                                                               | German Bestelmeyer Georg Albertshofer              | Bronze | weitere Bilder                    |
| Berliner Bär                                                                             | Freimann, A9 (Standort) | 1962                                                                               | Renée Sintenis                                     | Bronze | weitere Bilder                    |
| Bewegung                                                                                 | Ludwigsvorstadt, Pettenkoferstraße / Goethestraße (Standort)                                                                                             | 2001                                                                               | Ernst Hesse                                        | COR-TEN-Stahl | weitere Bilder                    |
| Blaue Spirale                                                                            | Neuperlach, Heinrich-Wieland-Straße/Albert-Schweitzer-Straße (Standort)                                                                                  | 2001/1973                                                                          | Louis Constantin                                   | Aus glasfaserverstärktem Polyester, ca. 1500kg schwer, 9m lang und 3,5m Durchmesser. | weitere Bilder                    |
| Blockwalzer                                                                              | Ramersdorf, Karl-Preis-Platz (Standort) | 1929                                                                               | Fritz Koelle                                       | Bronze | weitere Bilder                    |
| Blumen am Wege                                                                           | Großhadern, Patientengarten im Klinikum Großhadern (Standort)                                                                                            | um 1975                                                                            | Reinhart R. Wolke                                  | | weitere Bilder                    |
| Bogenschützen                                                                            | Ramersdorf, Görzer Straße 80 (Standort) | 1969                                                                               | Joachim Berthold                                   | Bronze | weitere Bilder                    |
| Bridge                                                                                   | Sendling, Fallstraße 34 (Standort) | 2008                                                                               | Christian Hinz                                     | Kalkstein 110 × 320 × 90 cm | weitere Bilder                    |
| Bronzehengst                                                                             | Großhadern, am Haupteingang zum Klinikum Großhadern (Standort)                                                                                           |                                                                                    | Hans Kastler                                       | Bronze | weitere Bilder                    |
| Bronzehirsch                                                                             | Schwanthalerhöhe, Bavariapark (Standort) | 1907/08                                                                            | Theodor Georgii                                    | Bronze | weitere Bilder                    |
| Vier Bronzelöwen                                                                         | Altstadt, Residenzstraße (vor der Residenzfassade) (Standort)                                                                                            | um 1595 gegossen, um 1616 aufgestellt und mit Kartuschen (Krumpper) versehen       | Hubert Gerhard, Carlo di Cesare del Palagio        | halten Kartuschen mit Tugendemblemen, ursprünglich für das Stiftergrabmal von Wilhelm V. dem Frommen (1548–1626, Herzog von Bayern 1579–1598) | weitere Bilder                    |
| Bronzemodell Altstadt München                                                            | Altstadt, Frauenplatz (Standort) | ca. 2005                                                                           | Egbert Broerken                                    | Bronze, Tastmodell für Sehbehinderte | weitere Bilder                    |
| Bukolika                                                                                 | Au, südöstlich der Ludwigsbrücke (Standort) | 1984                                                                               | Martin Mayer                                       | Bronzeplastik auf Steinsockel | weitere Bilder                    |
| Buscando la Luz II                                                                       | Maxvorstadt, Skulpturenpark Pinakothek, im Umfeld der Pinakothek der Moderne (Standort)                                                                  | 1997                                                                               | Eduardo Chillida                                   | Stahl gewalzt, je 798 cm hoch | weitere Bilder                    |
| Camera                                                                                   | Isarvorstadt, Erhardtstraße, vor dem Europäischen Patentamt (Standort)                                                                                   | 1978–79                                                                            | Eduardo Paolozzi                                   | | weitere Bilder                    |
| Castor und Pollux                                                                        | Maxvorstadt, Akademiestraße 2 (Standort) | 1886                                                                               | Max von Widnmann                                   | Reiterstatuen vor der Akademie für Bildende Künste | weitere Bilder                    |
| Chalamy kopto                                                                            | Bogenhausen, Arabellastraße (Standort) | 1969                                                                               | Rudolf Wachter                                     | Aluminium | weitere Bilder                    |
| Christophorus                                                                            | Lehel, am Isarufer gegenüber Widenmayerstraße 16 (Standort)                                                                                              | 1909                                                                               | Bernhard Bleeker                                   | | weitere Bilder                    |
| Christophorus                                                                            | Schwabing-West, Scheidplatz (Standort) | 1972                                                                               | Alexander Fischer                                  | | Christophorus                     |
| Christus als Weltenrichter                                                               | Altstadt, Schrammerstraße 3 (Fassade Erzbischöfliches Ordinariat) (Standort)                                                                             |                                                                                    |                                                    | Bronzeplastik | Christus als Weltenrichter        |
| Chronos 10B                                                                              | Isarvorstadt, Erhardtstraße, vor dem Europäischen Patentamt (Standort)                                                                                   | 1980                                                                               | Nicolas Schöffer                                   | 12,5 m hoch, Edelstahl, Elektromotoren, Scheinwerfer und Spiegel | weitere Bilder                    |
| Cross-Bend                                                                               | Isarvorstadt, Erhardtstraße, vor dem Europäischen Patentamt (Standort)                                                                                   | 1978/80                                                                            | Phillip King                                       | schweißbares Stahlblech mit Korrosionsschutz und Farbanstrich, ca. 850 cm hoch | weitere Bilder                    |
| Daphne                                                                                   | Schwabing-West, Bayernplatz (Standort) | 1979                                                                               | Undine Werdin                                      | Kunststein (Steinguss), 180 × 100 × 80 cm | weitere Bilder                    |
| Da un Evelpiuma                                                                          | Ludwigsvorstadt, Bayerstraße (Standort) | 1970                                                                               | Sante Monachesi                                    | Travertin | weitere Bilder                    |
| Der Schwere enthoben                                                                     | Schwabing-Freimann, Leopoldstraße 17 (Standort) | 1976/77                                                                            | Raoul Ratnowsky                                    | Bronze, 430 cm hoch (mit Sockel) | weitere Bilder                    |
| Die öffentliche Rose                                                                     | Altstadt, Zwingerstraße, Westenriederstraße, Frauenstraße (Standort)                                                                                     | 1969–1971                                                                          | Rolf Szymanski                                     | Eisen, 325 cm hoch | weitere Bilder                    |
| Discrepancy                                                                              | Schwabing-Freimann, Mandlstraße 3 (Standort) | 2011                                                                               | Roxy Paine                                         | Edelstahl | weitere Bilder                    |
| Discussion                                                                               | Schwabing-Freimann, Ungererstraße 158 (Standort) | 2005                                                                               | Tony Cragg                                         | Bronze, rot lackiert, 170 × 190 × 240 cm | weitere Bilder                    |
| Doppelsäule 23/70                                                                        | Maxvorstadt, Skulpturenpark Pinakothek, im Umfeld der Alten Pinakothek (Standort)                                                                        | 1970                                                                               | Erich Hauser                                       | Edelstahl, 750 × 400 × 300 cm, Sammlung Theo Wormland | weitere Bilder                    |
| Entfaltung IV                                                                            | Neuperlach, Lanzenstielweg (Standort) | 1989                                                                               | Lidy von Lüttwitz                                  | Bronze | weitere Bilder                    |
| Erzengel Michael                                                                         | Altstadt, Neuhauser Straße 6, Fassade der Michaelskirche (Standort)                                                                                      | 1588                                                                               | Hubert Gerhard                                     | Bronzestatue in vergoldeter Mittelnische zwischen den Eingangsportalen | Erzengel Michael                  |
| Erzengel Michael                                                                         | Perlach, Lorenz-Hagen-Weg 10, vor dem Caritas-Altenheim St. Michael (Standort)                                                                           | 1981                                                                               | Christine Stadler                                  | Bronzestatue auf einer Säule | weitere Bilder                    |
| Exzentrische Pyramide                                                                    | Maxvorstadt, Schellingstraße 3 (Standort) | 1978                                                                               | Alf Lechner                                        | Rostfreier Stahl, 6 × 12 × 3 m | weitere Bilder                    |
| Faun                                                                                     | Schwabing, Leopoldstraße 11 | 1990                                                                               | Hubert Elsässer                                    | Bronze | Faun                              |
| Feuervogel                                                                               | Neuperlach, Heidestraße 3 (Feuerwache 9) (Standort) | 1978                                                                               | Joseph Michael Neustifter                          | Bronze, Edelstahl, Farbe | weitere Bilder                    |
| Feuer & Flamme                                                                           | Milbertshofen-Am Hart, Knorrstraße 171 vor dem Gymnasium München-Nord (Standort)                                                                         | 2016                                                                               | Bruno Wank                                         | Edelstahl, 6 m hoch, 2,5 t | Feuer & Flamme                    |
| Fides (Treue)                                                                            | Lehel, Maximilianstraße 39 (auf dem Gebäude der Regierung von Oberbayern) (Standort)                                                                     | 1864                                                                               | Johann von Halbig                                  | Bronze | Fides                             |
| Finnischer Granit gespalten                                                              | Neuhausen, Dachauer Straße/Anita-Augspurg-Allee, vor dem Goethe-Institut (Standort)                                                                      | 1992/93                                                                            | Ulrich Rückriem                                    | Zweiteilig, 550 × 120 × 110 cm und 550 × 140 × 140 cm. | weitere Bilder                    |
| Flächendurchdringung                                                                     | Haidhausen, Gasteig (Standort) | 1979/83                                                                            | Alf Lechner                                        | rostfreier Stahl, geschliffen, 23,8 × 1,43 × 1,43 m, Gewicht 50t | weitere Bilder                    |
| Flora III                                                                                | Altstadt, im Kabinettsgarten der Münchner Residenz (Standort)                                                                                            | 1971                                                                               | Fritz Koenig                                       | Bronze | weitere Bilder                    |
| Flügelrad                                                                                | Pasing, Ecke Lortzingstraße/Scapinellistraße (Standort)                                                                                                  | 1966                                                                               | Josef Erber                                        | | weitere Bilder                    |
| Flügelstelen                                                                             | Neuperlach, Schumacherring 20 (Standort) | 1994                                                                               | Markus Heinsdorff                                  | Flügel aus Aluminium, farbig lackiert, 132 cm lang, 11 cm breit. Masten aus Stahl, weiß beschichtet, 350 bis 550 cm hoch | weitere Bilder                    |
| For Leonardo                                                                             | Maxvorstadt, Skulpturenpark Pinakothek, im Umfeld der Alten Pinakothek (Standort)                                                                        | 1986                                                                               | Eduardo Paolozzi                                   | Eisenguss | weitere Bilder                    |
| Franziskus                                                                               | Lehel, St.-Anna-Platz (Standort) | 1978/79                                                                            | Martin Mayer                                       | Bronze | Franziskus                        |
| Freitreppe                                                                               | Neuhausen, Dachauer Straße/Anita-Augspurg-Allee, im Hof des Goethe-Instituts (Standort)                                                                  | 1994                                                                               | Olaf Metzel                                        | Stahl, verzinkt, ca. 15 m hoch, ca. 3 m Durchmesser | weitere Bilder                    |
| Freiham Folly                                                                            | Freiham, im Grünband beim Hans-Clarin-Weg (Standort) | 2018                                                                               | Heike Mutter und Ulrich Genth                      | Stahl, Holz, gefärbter Beton, vorpatiniertes Kupferblech, LEDs, 21 m hoch | Freiham Folly                     |
| Fructus                                                                                  | Neuperlach, Thomas-Dehler-Straße 25 (Standort) | 1989                                                                               | Michael Friederichsen                              | rötlicher Granit aus Tschechien | weitere Bilder                    |
| Geburt der Athene                                                                        | Neuperlach, Heinrich-Wieland-Straße (Standort) | 1992                                                                               | Jits Bakker                                        | Bronze | weitere Bilder                    |
| Gedächtnisstätte der Familie von Neuschatz                                               | Harlaching, Harthauser Straße 25 (Standort) | um 1920                                                                            | Emanuel von Seidl                                  | halbrunde Anlage mit Pfeiler, Stirnmauer und reicher plastischer Ausgestaltung. Architekt: Emanuel von Seidl; Bildhauer: Julius Seidler | weitere Bilder                    |
| Gelber und blauer Turm                                                                   | Bogenhausen, Schneckenburgerstraße (Standort) | 1996–98                                                                            | Heinz Pfahler                                      | | weitere Bilder                    |
| Generally                                                                                | Neuperlach, Adenauerring 11 (Standort) | 2007                                                                               | Franz West                                         | Aluminium, lackiert | weitere Bilder                    |
| Geöffnete Granite II                                                                     | Ludwigsvorstadt, Bayerstraße, Europäisches Patentamt (Standort)                                                                                          | 1992                                                                               | Nikolaus Gerhart                                   | 350 bis 480 cm hoch | weitere Bilder                    |
| Gerundetes Blau                                                                          | Sendling, Hans-Preißinger-Straße 8 (HP8) (Standort) wurde am 6. November 2023 vom Gasteig in Haidhausen (vorübergehend) zum HP8 in Sendling transferiert | 1987                                                                               | Rupprecht Geiger                                   | Aluminium spritzlackiert, 600 × 700 × 200 cm | weitere Bilder                    |
| Gesteinsader                                                                             | Großhadern, Patientengarten Klinikum Großhadern (Standort)                                                                                               | 1976                                                                               | Hans Rucker                                        | Carrara-Marmor, ca. 175 cm hoch, 8 m lang | weitere Bilder                    |
| Globus                                                                                   | Neuperlach (Standort) | 1974                                                                               | Wolf Hirtreiter                                    | | weitere Bilder                    |
| Gran Paradiso                                                                            | Riem, Messesee (Standort) (Teil 1) | 1997                                                                               | Stephan Huber                                      | | weitere Bilder                    |
| Große Biga                                                                               | Maxvorstadt, Skulpturenpark Pinakothek, im Umfeld der Alten Pinakothek (Standort)                                                                        | 2000                                                                               | Fritz Koenig                                       | Bronze | weitere Bilder                    |
| Große Blattfigur                                                                         | Maxvorstadt, Arcisstraße, im Hof der Technischen Universität (Standort)                                                                                  | 1996                                                                               | Fritz Koenig                                       | Eisen, 450 cm hoch | weitere Bilder                    |
| Große Flora V                                                                            | Isarvorstadt, Thalkirchner Str. 56 (Standort) | 1991                                                                               | Fritz Koenig                                       | Bronze | weitere Bilder                    |
| Große Kore III                                                                           | Fürstenried, Graubündener Straße, Gymnasium Fürstenried West (Standort)                                                                                  | 1972–75                                                                            | Fritz Koenig                                       | Bronze, 370 cm hoch | weitere Bilder                    |
| Große Kugelkopfsäule                                                                     | Maxvorstadt, vor dem Lenbachhaus (Standort) | 1969/71                                                                            | Fritz Koenig                                       | Bronze, Höhe 438 cm, 2013 hier aufgestellt | weitere Bilder                    |
| Große Landschaft I                                                                       | Maxvorstadt, Arcisstraße, vor der Mensa der Technischen Universität (Standort)                                                                           | 1966/68                                                                            | Fritz Koenig                                       | Bronze | weitere Bilder                    |
| Große Liegende                                                                           | Maxvorstadt, Skulpturenpark Pinakothek, vor der Südseite der Neuen Pinakothek (Standort)                                                                 | 1957                                                                               | Henry Moore                                        | Bronze | weitere Bilder                    |
| Große männliche Büste                                                                    | Sendling-Westpark, Hansapark (Standort) | 1992                                                                               | Lothar Fischer                                     | Bronze, 220 × 120 × 60 cm | Große männliche Büste             |
| Großer sitzender weiblicher Torso                                                        | Altstadt, Herzogspitalstraße (Standort) | 1978                                                                               | Lothar Fischer                                     | Bronze, 190 × 90 × 100 cm | Großer sitzender weiblicher Torso |
| Großes Votiv                                                                             | Maxvorstadt, Luisenstraße 37, Städtische Galerie im Lenbachhaus (Standort)                                                                               | 1963–64                                                                            | Fritz Koenig                                       | Bronze | weitere Bilder                    |
| Große tektonische Stele                                                                  | Au, Mariahilfplatz (Standort) | 1992                                                                               | Lothar Fischer                                     | Eisen, 490 cm hoch | weitere Bilder                    |
| Große Torfigur                                                                           | Schwabing-Freimann, Skulpturengarten im Tucherpark (Standort)                                                                                            | 1986                                                                               | Fritz Koenig                                       | Bronze, 640 cm hoch | weitere Bilder                    |
| Große Zwei V                                                                             | Maxvorstadt, Skulpturenpark Pinakothek, im Umfeld der Neuen Pinakothek (Standort)                                                                        | 1973                                                                               | Fritz Koenig                                       | Bronze | weitere Bilder                    |
| Große Zwei VI                                                                            | Bogenhausen, Krankenhaus München-Bogenhausen, Englschalkinger Straße 77 (Standort)                                                                       | 1973                                                                               | Fritz Koenig                                       | Bronze | weitere Bilder                    |
| Guernica                                                                                 | Bogenhausen, Ismaninger Straße 109, vor dem Bundesfinanzhof (Standort)                                                                                   | 1987                                                                               | Norbert Tress                                      | | weitere Bilder                    |
| Harmlos                                                                                  | Altstadt, Galeriestraße (Standort) | 1803                                                                               | Franz Jakob Schwanthaler                           | Marmor, Kopie (Original im Residenzmuseum) | weitere Bilder                    |
| Heunensäule                                                                              | Lehel, Lerchenfeldstraße 2 (Standort) | 11. Jahrhundert, aufgestellt 1975                                                  |                                                    | Granit | Heunensäule                       |
| Hippokrates                                                                              | Maxvorstadt, Ludwigstraße 16 (vor der Bayerischen Staatsbibliothek zusammen mit Aristoteles, Homer und Thukydides) (Standort)                            | 1966 (1843)                                                                        | Karl Krohe                                         | Original von Francesco Sanguinetti nach Modell von Ludwig von Schwanthaler (1837) heute in Bernau am Chiemsee (Schulhof) | Hippokrates                       |
| Hoch-Wiesen-Haus                                                                         | Sendling-Westpark, Westpark, am Westsee (Standort) | ca. 1983                                                                           | Friedensreich Hundertwasser                        | | weitere Bilder                    |
| Holzsammelnder Mann                                                                      | Au, in den Frühlingsanlagen entlang der Eduard-Schmidt-Straße, nördlich der Reichenbachbrücke (Standort)                                                 |                                                                                    | Rupert von Miller                                  | Steinfigur, Baudenkmal | Holzsammelnder Mann               |
| Homer                                                                                    | Maxvorstadt, Ludwigstraße 16 (vor der Bayerischen Staatsbibliothek zusammen mit Aristoteles, Hippokrates und Thukydides) (Standort)                      | 1966 (1843)                                                                        | Elmar Dietz                                        | Original von Johann Ernst Mayer nach Modell von Ludwig von Schwanthaler (1837) heute in Bernau am Chiemsee (Schulhof) | Homer                             |
| Der Hund                                                                                 | Harlaching, Rotbuchenstraße (Standort) | 1935                                                                               | Toni Stadler                                       | Bronzeplastik vor Kindergarten und Grundschule | weitere Bilder                    |
| Hundskugel                                                                               | Altstadt, Hackenstraße 10 (Standort) |                                                                                    |                                                    | Terrakottarelief nach einem Holzrelief von Roman Anton Boos | Hundskugel                        |
| Inklination – frei schwingende Nadel                                                     | Neuperlach, Adenauerring 31 (Standort) | 1999                                                                               | Paul Fuchs                                         | | weitere Bilder                    |
| Innere Linie                                                                             | Neuperlach, Fritz-Schäffer-Straße 9 (Standort) | 1981                                                                               | Leo Kornbrust                                      | Naturstein, 9 m hoch | weitere Bilder                    |
| Julia                                                                                    | Altstadt, am Alten Rathaus (Standort) | Aufstellung 1974                                                                   | Nereo Costantini                                   | Bronze-Replik, 265 cm hoch, Original in Verona (Aufstellung 1972) | weitere Bilder                    |
| Julia                                                                                    | Bogenhausen, Shakespeareplatz (Standort) | Aufstellung 1974                                                                   | Nereo Costantini                                   | Bronze-Replik, 265 cm hoch, Original in Verona (Aufstellung 1972) | weitere Bilder                    |
| Justitia (Gerechtigkeit)                                                                 | Lehel, Maximilianstraße 39 (auf dem Gebäude der Regierung von Oberbayern) (Standort)                                                                     | 1864                                                                               | Johann von Halbig                                  | Bronze | Justitia                          |
| Knabe mit Murmeltier                                                                     | Altstadt, Josephspitalstraße 6 (im Hof) (Standort) |                                                                                    |                                                    | Stein | Knabe mit Murmeltier              |
| Konkav gerundet                                                                          | Schwabing-Freimann, Königinstraße/Englischer Garten (Standort)                                                                                           | 1973                                                                               | Rupprecht Geiger                                   | Aluminium, 400 × 480 × 70 cm | weitere Bilder                    |
| Konkav-Konvex                                                                            | Maxvorstadt, Marsplatz (Standort) | 1979                                                                               | Rudolf Wachter                                     | Steinskulptur | weitere Bilder                    |
| Kontinente                                                                               | Maxvorstadt, Skulpturenpark Pinakothek, im Umfeld der Neuen Pinakothek (Standort)                                                                        | 1984                                                                               | Georg Brenninger                                   | in der Brunnenanlage | Kontinente                        |
| Kopf schauend                                                                            | Schwabing-West, Clemensstraße (Standort) | 1999                                                                               | Klaus Behr                                         | | weitere Bilder                    |
| Kraft                                                                                    | Schwanthalerhöhe, Bavariapark (Standort) | 1907/08                                                                            | Fritz Behn                                         | Herkules auf Stier, Bestandteil einer Reitergruppe aus vier Figuren | weitere Bilder                    |
| Large Red Sphere                                                                         | Maxvorstadt, Türkenstraße 17, im Türkentor (Standort) | 2010 an diesem Standort                                                            | Walter De Maria                                    | entstanden 2002, polierter roter Granit, 2,60 m Durchmesser, 25,5 t | weitere Bilder                    |
| Die Last                                                                                 | Schwabing-Freimann, Skulpturengarten im Tucherpark (Standort)                                                                                            |                                                                                    | Elfe Gerhart                                       | | weitere Bilder                    |
| Leben und Licht                                                                          | Schwabing-West, Hiltenspergerstraße 82a (Standort) | 1978                                                                               | Helmut Kästl                                       | Bronze, 100 cm Durchmesser, auf Granitstele, insges. 250 cm hoch | weitere Bilder                    |
| Legung                                                                                   | Neuperlach, Hanns-Seidel-Platz (Standort) |                                                                                    | Adrian Maryniak                                    | Stahl | weitere Bilder                    |
| Lichtpartitur                                                                            | Maxvorstadt, Oskar-von-Miller-Ring 18 (Standort) | 2000/2001                                                                          | Brigitte Kowanz                                    | Neoninstallation mit sich stetig ändernden Farben | weitere Bilder                    |
| Lichtzeichen                                                                             | Neuhausen, Arnulfstraße 126 (Standort) | 1996                                                                               | Michael Friederichsen                              | Marmor, farbiges Glas, 830 cm | weitere Bilder                    |
| Liegende Form                                                                            | Maxvorstadt, Schellingstraße 3 (Standort) | 1979                                                                               | Karin Saalmann                                     | Bronze, 300 × 120 × 120 cm | weitere Bilder                    |
| Liegende Quellennymphe                                                                   | Schwanthalerhöhe, Bavariapark (Standort) | 1907/08                                                                            | Heinrich Düll und Georg Pezold                     | | Liegende Quellennymphe            |
| Löwe                                                                                     | Maxvorstadt, Gabelsbergerstraße 1, vor dem ehemaligen Wittelsbacher Palais, Rückseite der Bayerischen Landesbank (Standort)                              |                                                                                    | Alfred Görig                                       | Nachschöpfung eines Löwen von Johann von Halbig (1848) | Löwe                              |
| Löwe („Swapo“)                                                                           | Schwabing-Freimann, Gunezrainerstraße 9 (Standort) | 1970                                                                               | Johann von Halbig                                  | Löwenplastik vor der Katholischen Akademie, ursprünglich seit 1848 vor dem Wittelsbacher Palais in der Brienner Straße, 1994 mit Gedenktafel für Fritz Gerlich. Benannt nach Svapo, dem (angeblichen) Gründer Schwabings                                                                            | Löwe                              |
| Mädchenstatue                                                                            | Au, in den Frühlingsanlagen entlang der Eduard-Schmidt-Straße (Standort)                                                                                 |                                                                                    | Hans Stangl                                        | Bronzefigur auf Steinsockel, Baudenkmal | Mädchenstatue                     |
| Mae West                                                                                 | Bogenhausen, Effnerplatz (Standort) | 2011                                                                               | Rita McBride                                       | | weitere Bilder                    |
| Mann mit ausgestreckten Armen                                                            | Altstadt, Kaufingerstraße 9 vor der Kaufingertor-Passage (Standort)                                                                                      | 1997                                                                               | Stephan Balkenhol                                  | Holzskulptur | Mann mit ausgestreckten Armen     |
| Mann spricht mit Fisch                                                                   | Perlach, Krehlebogen, am Hachinger Bach (Standort) | 1984                                                                               | Emese Zavory                                       | Bronze | weitere Bilder                    |
| Mariensäule                                                                              | Allach, Eversbuschstraße 161 (Standort) |                                                                                    |                                                    | | Mariensaule Allach                |
| Mariensäule                                                                              | Aubing, Ubostraße (Standort) | 1870 an der Ecke Spieltränkergasse, später an die Ecke Zwicklgasse versetzt        |                                                    | | Mariensäule                       |
| Mariensäule                                                                              | Altstadt, Marienplatz (Standort) | 1638                                                                               | Hubert Gerhard zugeschrieben                       | | weitere Bilder                    |
| Zwei Marmorlöwen                                                                         | Altstadt, Odeonsplatz vor der Feldherrnhalle (Standort)                                                                                                  | 1906                                                                               | Wilhelm von Rümann                                 | Laaser Marmor; nach dem Volksmund ein bayerischer (geschlossenes) und ein preußischer Löwe (offenes Maul) | weitere Bilder                    |
| Mariensäule                                                                              | Pasing, Pasinger Marienplatz (Standort) |                                                                                    |                                                    | | weitere Bilder                    |
| Minerva                                                                                  | Altstadt, Hofgartenstraße 8 (Standort) | 1999                                                                               | Fernando de la Jara                                | vor dem Eingang der Generalverwaltung der Max-Planck-Gesellschaft | Minerva                           |
| Miracolo                                                                                 | Maxvorstadt, Skulpturenpark Pinakothek (Standort) | 1959/60                                                                            | Marino Marini                                      | vor dem Eingang der Neuen Pinakothek | weitere Bilder                    |
| Monolithische Granitstele                                                                | Schwabing-West, Destouchesstraße 86 (Standort) | 1982/83                                                                            | Herbert Peters                                     | Granit | Monolithische Granitstele         |
| Moving Lines                                                                             | Sendling, Hansastraße 27, vor der Zentrale der Fraunhofer-Gesellschaft (Standort)                                                                        | 2008                                                                               | Reinhold Föst                                      | 81 Edelstahlrohre mit Lichtinstallation | weitere Bilder                    |
| Nicht mit uns                                                                            | Riem, U-Bahnhof Messestadt West, Willy-Brandt-Platz (Standort)                                                                                           | 2000/2005                                                                          | Olaf Metzel                                        | Stahl | weitere Bilder                    |
| Nur der Mensch ist der Ort der Bilder                                                    | Neuperlach, Kreuzung Ständlerstraße/Heinrich-Wieland-Straße (Standort)                                                                                   | 1999                                                                               | Jai Young Park                                     | Beton | weitere Bilder                    |
| Oculus historiae, oculus memoriae, oculus oblivionis                                     | Schwabing-West, Schleißheimer Straße, vor dem Nordbad (Standort) (Säule)                                                                                 | 1989                                                                               | Anne und Patrick Poirier                           | Vierteilig: Oculus historiae ('das Auge der Geschichte' – Bronze-Medaillon an der Fassade des Stadtarchivs); Säule (o. T.), V2A-Stahl, rostfrei, 855 cm hoch; zwei Marmorblöcke (Oculus memoriae und Oculus oblivionis – das 'Auge der Erinnerung' bzw. das 'Auge des Vergessens'), je 100 cm hoch. | weitere Bilder                    |
| Olympia Triumphans                                                                       | Milbertshofen, Olympiapark (Standort) | 1972                                                                               | Martin Mayer                                       | Bronzeplastik östlich des ehemaligen Radstadions | weitere Bilder                    |
| o. T.                                                                                    | Großhadern, am Haupteingang zum Klinikum Großhadern (Standort)                                                                                           | 1978/83                                                                            | Max Bill                                           | | weitere Bilder                    |
| o. T.                                                                                    | Fürstenried, Graubündener Straße, Gymnasium Fürstenried West (Standort)                                                                                  | 1973                                                                               | Alf Lechner                                        | Vierkantstahlrohr, rostfrei, geschliffen, 400 × 700 × 300 cm; Profilquerschnitt 250 × 250 mm | weitere Bilder                    |
| o. T.                                                                                    | Ludwigsvorstadt, Bayerstraße, Europäisches Patentamt (Standort)                                                                                          | 1993                                                                               | Markus Stangl                                      | Granit/Stahl, 520 × 230 × 80 cm | weitere Bilder                    |
| o. T.                                                                                    | Schwabing, Am Münchner Tor (Standort) | 2003                                                                               | Roland Fischer                                     | stark beschädigt (Stand Juli 2018) | weitere Bilder                    |
| o. T.                                                                                    | Schwabing, Schinkelstraße (Standort) | 1985                                                                               | Yoshimi Hashimoto                                  | | weitere Bilder                    |
| Panther                                                                                  | Ramersdorf, Rosenheimer-Straße/St.-Martin-Straße (Standort)                                                                                              |                                                                                    | Hans Kastler                                       | | Panther                           |
| Patrona Bavariae (ursprünglich Boiariae)                                                 | Altstadt, Residenzstraße an der Westfassade der Residenz (Standort)                                                                                      | 1616                                                                               | Hans Krumpper                                      | bronzene Marienstatue, gegossen 1615 von Bartolomäus Wenglein | Patrona Bavariae                  |
| Pavillon – Schräge Wände                                                                 | Neuperlach, Ständlerstraße (Standort) | 2003                                                                               | Kay Winkler                                        | Beton, Stahl | weitere Bilder                    |
| Pferd, sich beißend                                                                      | Feldmoching-Hasenbergl, Blodigstraße 4, vor dem Kulturzentrum 2411 (Standort)                                                                            | 1965                                                                               | Alexander Fischer                                  | | weitere Bilder                    |
| Pferdebändiger                                                                           | Riem, Landshamer Straße/Frobenstraße (Standort) | 1936                                                                               | Mathias Gasteiger                                  | Baudenkmal | weitere Bilder                    |
| Phantasie                                                                                | Schwanthalerhöhe, Bavariapark (Standort) | 1907/08                                                                            | Carl Ebbinghaus                                    | Reiterin auf steigendem Pferd, Bestandteil einer Reitergruppe aus vier Figuren | weitere Bilder                    |
| Platzgestaltung Europäische Schule                                                       | Neuperlach, Putzbrunner Straße 58, im Schulkomplex (Standort)                                                                                            | 1979–81                                                                            | Hans Rucker                                        | | weitere Bilder                    |
| Present Continuous                                                                       | Maxvorstadt, Skulpturenpark Pinakothek, vor dem Gebäude der Hochschule für Fernsehen und Film und des Staatlichen Museums Ägyptischer Kunst (Standort)   | 2011                                                                               | Henk Visch                                         | | weitere Bilder                    |
| Prisma                                                                                   | Neuperlach, Putzbrunner Straße/Therese-Giehse-Allee (Standort)                                                                                           | 1984                                                                               | Herbert Peters                                     | | weitere Bilder                    |
| Rad des Lebens                                                                           | Bogenhausen, Arabellastraße 27 (Standort) | 1989                                                                               | Hans Kastler                                       | Bronze, 260 cm Durchmesser | weitere Bilder                    |
| Raumspindel (Space Churn)                                                                | Neuperlach, Thomas-Dehler-Straße (Standort) | 1972                                                                               | George Rickey                                      | westlich vom PEP | weitere Bilder                    |
| Reichtum                                                                                 | Schwanthalerhöhe, Bavariapark (Standort) | 1907/08                                                                            | Bernhard Bleeker                                   | Jüngling auf Seekuh, Bestandteil einer Reitergruppe aus vier Figuren | weitere Bilder                    |
| Reiter                                                                                   | Schwanthalerhöhe, Heimeranplatz (Standort) | 1956                                                                               | Alexander Fischer                                  | | weitere Bilder                    |
| Rhythmus im Raum                                                                         | Ludwigsvorstadt, Bayerstraße, Europäisches Patentamt (Standort)                                                                                          | 1994                                                                               | Max Bill                                           | Bayrischer Granit, 3.20 × 10.65 × 18,45 m | weitere Bilder                    |
| Ring                                                                                     | Maxvorstadt, Karl-Stützel-Platz (Nähe Alter Botanischer Garten und Kreuzung Elisenstraße / Luisenstraße) (Standort)                                      | 1996                                                                               | Mauro Staccioli                                    | Stahlzement, Durchmesser 12m, Gewicht 18 t | weitere Bilder                    |
| Ringergruppe                                                                             | Untergiesing, Sachsenstraße 2 (Standort) | 1896                                                                               | Mathias Gasteiger                                  | Steinskulptur, Baudenkmal | weitere Bilder                    |
| Rossebändiger                                                                            | Maxvorstadt, Skulpturenpark Pinakothek, vor dem Hauptgebäude der Technischen Universität München (Standort)                                              | 1931                                                                               | Bernhard Bleeker                                   | Kopie, ohne Pferd, Original zerstört, Baudenkmal | Rossebändiger                     |
| Rossebändiger                                                                            | Maxvorstadt, Skulpturenpark Pinakothek, im Umfeld der Alten Pinakothek, gegenüber dem Hauptgebäude der Technischen Universität München (Standort)        | 1928                                                                               | Hermann Hahn                                       | ursprünglich auch vor der TUM gestanden, Baudenkmal | weitere Bilder                    |
| Rosselenker                                                                              | Ludwigsvorstadt, Goethestraße (Standort) |                                                                                    | Franz Mikorey                                      | Bronze | weitere Bilder                    |
| Ruhender Faun                                                                            | Schwanthalerhöhe, Bavariapark (Standort) | 1907/08                                                                            | Cipri Adolf Bermann                                | | weitere Bilder                    |
| Sapientia (Weisheit)                                                                     | Lehel, Maximilianstraße 39 (auf dem Gebäude der Regierung von Oberbayern) (Standort)                                                                     | 1864                                                                               | Johann von Halbig                                  | Bronze | Sapientia                         |
| Der Schauende                                                                            | Obersendling, Siemens-Siedlung (Standort) | 1955                                                                               | Joachim Berthold                                   | | Der Schauende                     |
| Schönheit                                                                                | Schwanthalerhöhe, Bavariapark (Standort) | 1907/08                                                                            | Hermann Hahn                                       | Jungfrau auf Einhorn, Bestandteil einer Reitergruppe aus vier Figuren | weitere Bilder                    |
| Der Schreitende                                                                          | Neuhausen, Friends-Towers, Birketweg 37 (Standort) | 2016                                                                               | Michael Morgner                                    | Stahl, 10 Tonnen, 5 Meter | weitere Bilder                    |
| Schriftsäule                                                                             | Schwabing-Freimann, Berliner Straße (Standort) | 1985                                                                               | Leo Kornbrust                                      | achteckig, schwarzer Granit, 850 × 60 × 60 cm; Text von Felicitas Frischmuth | weitere Bilder                    |
| Schriftsäule                                                                             | Sendling, Resi-Huber-Platz (Thalkirchner Straße/Brudermühlstraße) (Standort)                                                                             | 1989                                                                               | Leo Kornbrust                                      | Granit, schwarz, 995 × 54 × 54 cm; Text von Felicitas Frischmuth | weitere Bilder                    |
| Schuttblume                                                                              | Milbertshofen, Olympiaberg (Standort) | 1972                                                                               | Rudolf Belling                                     | Bronze, 645 cm hoch | weitere Bilder                    |
| Schwimmerin                                                                              | Schwanthalerhöhe, Geroltstraße, am Zugang zum Hallenbad der Ridlerschule (Standort)                                                                      | 1976/77                                                                            | Martin Mayer                                       | | weitere Bilder                    |
| Sechs Halbstatuen von Augustinus, Papias, Solon, Hippokrates, Aristoteles und Archimedes | Maxvorstadt, Amalienstraße 58 (Fassade der Universität) (Standort)                                                                                       | 1905                                                                               | Josef Flossmann                                    | | Sechs Halbstatuen                 |
| Sechs Statuen (Hephaistos, Phydias, Perikles, Kaiser Hadrian, Prometheus, Daidalos)      | Maxvorstadt, Königsplatz 3 (Fassade der Glyptothek) (Standort)                                                                                           | 1841                                                                               | Johannes Leeb, Joseph Lazzarani, Peter Schöpf      | | Sechs Statuen                     |
| Silbersäule                                                                              | Milbertshofen, Nadistraße 3 (Standort) | 1972                                                                               | Roland Martin                                      | verdreht geschichtete Aluminiumplatten, ursprünglich motorbewegt | weitere Bilder                    |
| Sitzender Keiler                                                                         | Moosach, Löfftzstraße, in der Siedlung Borstei (Standort)                                                                                                | 1960                                                                               | Martin Mayer                                       | Bronze, 124 cm hoch, nachempfunden nach Porcellino von Pietro Tacca | Sitzender Keiler                  |
| Sitzender Keiler                                                                         | Altstadt, Neuhauser Straße, vor dem Deutschen Jagd- und Fischereimuseum (Standort)                                                                       | 1976                                                                               | Martin Mayer                                       | Abguss des Originales von 1960 | weitere Bilder                    |
| Sitzender und Stehender                                                                  | Altstadt, Promenadeplatz 1 (Standort) | 2005                                                                               |                                                    | | Bild gesucht BW                   |
| Sockelobjekt                                                                             | Maxvorstadt, Heßstraße 3, Institut für Verfahrenstechnik, TU München (Standort)                                                                          | 1990                                                                               | Edgar Gutbub                                       | Edelstahl, 420 cm hoch | weitere Bilder                    |
| Sonnengott                                                                               | Schwabing-Freimann, vor dem „Fuchsbau“, Ungererstraße (Standort)                                                                                         | 1968–73                                                                            | László Szabó                                       | Donaukalkstein, 320 cm hoch | weitere Bilder                    |
| Sophora Sophia                                                                           | Obergiesing, Giesinger Bahnhofplatz (Standort) | 2010                                                                               | Alix Stadtbäumer                                   | | weitere Bilder                    |
| Sphere                                                                                   | Altstadt, Theatinerstraße 16, Viscardihof in der Einkaufspassage Fünf Höfe (Standort)                                                                    | 2003                                                                               | Ólafur Elíasson                                    | | weitere Bilder                    |
| Springende Pferde                                                                        | Altstadt, Herzog-Wilhelm-Straße 24 (Standort) | Aufstellung 1974                                                                   | Franz Mikorey                                      | Steinplastik, erste Aufstellung 1934 auf dem Tassiloplatz in der Au | weitere Bilder                    |
| Stahlplastik                                                                             | Schwanthalerhöhe, Heimeranstraße 10 (Feuerwache 3) (Standort)                                                                                            | 1985/1989                                                                          | Alfred de Vivanco-Luyken                           | Corten-Stahl, 350 × 50 × 150 cm | weitere Bilder                    |
| Stahlskulptur                                                                            | Neuperlach, Friedrich-Engels-Bogen 6 (Standort) | ca. 1970                                                                           | Alfred Aschauer                                    | | weitere Bilder                    |
| Steinbock                                                                                | Ramersdorf, Führichstraße 21 (Innenhof) (Standort) |                                                                                    | Guido Goetz                                        | Bronze | weitere Bilder                    |
| Steinerner Vogel                                                                         | Westpark, Ostteil, vor dem Sardenhaus (Standort) | 1986                                                                               | Pinuccio Sciola                                    | Glimmertrachyt, 275 × 67 × 27 cm | weitere Bilder                    |
| Steinprisma und Steinriegel                                                              | Maxvorstadt, Heßstraße (Standort) | 1990                                                                               | Herbert Peters                                     | Zwei Monolithen aus Rockensteiner Granit (Bayerischer Wald), vorn: Steinriegel, 80 × 820 × 100 cm, hinten: Steinprisma, 180 × 430 × 100 cm. | Steinprisma und Steinriegel       |
| Steinskulptur                                                                            | Haidhausen, Gasteig (Standort) |                                                                                    | Nikolaus Gerhart                                   | | Steinskulptur                     |
| Stele diagonal                                                                           | Schwabing-West, Winzererstraße (Standort) | 1986                                                                               | Ben Muthofer                                       | Aluminium, Lack, 10 × 1 × 1 m | weitere Bilder                    |
| Stephanssäule                                                                            | Neuperlach, Theodor-Heuss-Platz, vor der Kirche St. Stephan (Standort)                                                                                   | 1977                                                                               | Hans Kastler                                       | | weitere Bilder                    |
| Stürzende (Ende einer Epoche)                                                            | Lehel, Maximilianstraße (Standort) | 1973, Aufstellung 1979                                                             | Alexander Fischer                                  | Bronzeplastik vor der Versicherungskammer Bayern | weitere Bilder                    |
| Sweet Brown Snail                                                                        | Schwanthalerhöhe, Am Bavariapark, vor dem Verkehrszentrum des Deutschen Museums (Standort)                                                               | Aufstellung 2002                                                                   | Jason Rhoades und Paul McCarthy                    | | weitere Bilder                    |
| Tellus Bavarica                                                                          | Altstadt, Hofgarten, auf dem Dianatempel (Standort) | 1590, seit 1616 an diesem Standort (ab 1952 als Kopie, Original im Residenzmuseum) | Hubert Gerhard, 1623 umgestaltet von Hans Krumpper | Bronzestatue der Allegorie für die „Bayerische Erde“, ca. 230 cm | weitere Bilder                    |
| Terrasse                                                                                 | Westpark, Nähe Westsee (Standort) | 1983                                                                               | Jean Clareboudt                                    | acht Findlinge mit aufliegender Stahlkonstruktion, Durchmesser ca. 650 cm | weitere Bilder                    |
| The Shining Circus and its Spectators                                                    | Obergiesing, Warngauer Straße 30 (Standort) | 2004                                                                               | Ilja Kabakow und Emilia Kabakow                    | | weitere Bilder                    |
| The Wings                                                                                | Maxvorstadt, Werner-von-Siemens-Straße (Standort) | 2016                                                                               | Studio Libeskind                                   | 10 m hoch, 15 t schwer, mattgeschliffene Aluminiumskulptur, Teil aus 4 Objekten von der Expo 2015 in Mailand | weitere Bilder                    |
| Thukydides                                                                               | Maxvorstadt, Ludwigstraße 16 (vor der Bayerischen Staatsbibliothek zusammen mit Aristoteles, Hippokrates und Homer) (Standort)                           | 1966 (1843)                                                                        | Hans Vogel                                         | Original von Johann Ernst Mayer nach Modell von Ludwig von Schwanthaler (1837) heute in Bernau am Chiemsee (Schulhof) | Thukydides                        |
| Torkonstruktion                                                                          | Thalkirchen, Brudermühlstraße (Standort) | 1989                                                                               | Johannes Leismüller                                | | weitere Bilder                    |
| Torre Pendente                                                                           | Giesing, Edelweißplatz (Standort) | 1987                                                                               | Rudolf Wachter                                     | Mahagonistamm, zweiteilig. Nach Schädigungen am Stamm war die Standfestigkeit nicht mehr gewährleistet; so wurde er 2022 in die Horizontale gelegt und dem natürlichen Verfall preisgegeben. | \| weitere Bilder                 |
| Die Trauernden                                                                           | Neuhausen, Richelstraße (Standort) | 1927                                                                               | Karl Kroher                                        | Bronzefiguren | Die Trauernden                    |
| Trilogie für das Arbeitsamt                                                              | Isarvorstadt, Bundesanstalt für Arbeit, Kapuzinerstraße 26 (Standort)                                                                                    | 1985–86                                                                            | Georg Seibert                                      | Stahl | weitere Bilder                    |
| Trojanisches Pferd                                                                       | Maxvorstadt, Skulpturenpark Pinakothek, im Umfeld der Alten Pinakothek (Standort)                                                                        | 1976–1981                                                                          | Hans Wimmer                                        | Bronze | weitere Bilder                    |
| Tür                                                                                      | Maxvorstadt, Rundfunkplatz(Standort) | 1985                                                                               | Josef Sailstorfer                                  | Kalkstein, 350 cm hoch | weitere Bilder                    |
| Turm                                                                                     | Altstadt, Thomas-Wimmer-Ring 9–11(Standort) | 1985                                                                               | Ingo Glass                                         | Stahl, 370 × 100 × 100 cm | weitere Bilder                    |
| Two-Piece Reclining Figure: Points                                                       | Maxvorstadt, Skulpturenpark Pinakothek, im Umfeld der Alten Pinakothek (Standort)                                                                        | 1969/70                                                                            | Henry Moore                                        | Bronze | weitere Bilder                    |
| Umschreibung (Endlose Treppe)                                                            | Schwanthalerhöhe, Ganghoferstraße 29, Innenhof (Standort)                                                                                                | 2004                                                                               | Ólafur Elíasson                                    | begehbare Installation, Stahl, 9,30 m hoch | weitere Bilder                    |
| Untitled                                                                                 | Isarvorstadt, Corneliusstraße vor dem Europäischen Patentamt (Standort)                                                                                  | 1980                                                                               | André Volten                                       | | weitere Bilder                    |
| Urteil des Paris                                                                         | Schlosspark Nymphenburg (Standort) | 1804–1807                                                                          | Landolin Ohmacht                                   | vier Figuren auf einem gemeinsamen Sockel: Paris, Aphrodite, Hera und Pallas Athene, Sandstein | weitere Bilder                    |
| Vernetzungen                                                                             | Maxvorstadt, Ottostraße/Max-Joseph-Straße 2 (Standort)                                                                                                   | 1993                                                                               | Manfred Bergmeister                                | | weitere Bilder                    |
| Versunkenes Dorf                                                                         | Freimann, Fröttmaninger Berg (Standort) | 2006                                                                               | Timm Ulrichs                                       | Bemalte Betonfertigteile, nicht begehbar | weitere Bilder                    |
| Vierteiliger Kubus                                                                       | Schwabing, Berliner Straße (Standort) | 1985                                                                               | Alfred Görig                                       | Granit, 300 × 300 × 300 cm, Innenflächen poliert | weitere Bilder                    |
| Walking Man                                                                              | Schwabing-Freimann, Leopoldstraße 36 (Standort) | 1995                                                                               | Jonathan Borofsky                                  | vor dem Sitz der Münchener Rück | weitere Bilder                    |
| Wasserschöpfender Mann                                                                   | Au, in den Frühlingsanlagen entlang der Eduard-Schmidt-Straße (Standort)                                                                                 |                                                                                    | Karl May                                           | Kalkstein, Baudenkmal | Wasserschöpfender Mann            |
| Wilde Pferde                                                                             | Schwanthalerhöhe, Bavariapark (Standort) | 1907/08                                                                            | Georg Roemer                                       | Bronzegruppe | weitere Bilder                    |
| Wildes Pferd                                                                             | Maxvorstadt, Königsplatz (Standort) | 1965                                                                               | Alexander Fischer                                  | | weitere Bilder                    |
| Windhunde                                                                                | Schwabing-Freimann, Skulpturengarten im Tucherpark (Standort)                                                                                            | 1897                                                                               | Galliard-Sansonetti                                | | Windhunde                         |
| X                                                                                        | Nymphenburg, Arnulfstraße (Standort) | 1994                                                                               | Isa Genzken                                        | Stahlbeton, 300 × 240 × 240 cm | weitere Bilder                    |
| Zeichen 74                                                                               | Schwabing-Freimann, Skulpturengarten im Tucherpark (Standort)                                                                                            | 1975                                                                               | Bernhard Heiliger                                  | Bronze, teilweise poliert, 420 × 320 × 220 cm | weitere Bilder                    |
| Ziele                                                                                    | Ludwigsvorstadt, Pettenkoferstraße (Standort) | 2001                                                                               | Ernst Hesse                                        | COR-TEN-Stahl | weitere Bilder                    |
| Zueinander                                                                               | Maxvorstadt, Skulpturenpark Pinakothek, im Umfeld der Alten Pinakothek (Standort)                                                                        | 1999                                                                               | Alf Lechner                                        | aus Stahl | weitere Bilder                    |
| Zwei Bronzepferde                                                                        | Altstadt, Roßmarkt 15 (Standort) | 1982                                                                               | Claus Nageler                                      | | weitere Bilder                    |
| Zwei Diagonalschnitte                                                                    | Westpark (Standort) | 1983                                                                               | Rudolf Wachter                                     | Holzskulptur | Zwei Diagonalschnitte             |
| Zwei monolithische Granitpfeiler                                                         | Au, Mariahilfplatz (Standort) | 1991/92                                                                            | Herbert Peters                                     | Roggensteiner Granit, 727 × 140 × 110 cm und 767 × 148 × 60 cm. | weitere Bilder                    |
| Zwei Rinder                                                                              | Schwabing-Freimann, Thiemestraße (Standort) | 1955                                                                               | Fritz Koenig                                       | Muschelkalk | weitere Bilder                    |
| Zwillingsplastik                                                                         | Schwabing-Freimann, Skulpturengarten im Tucherpark (Standort)                                                                                            | 1972                                                                               | Isamu Noguchi                                      | Labradorit, Liechtensteiner Granit, Oberfläche geflammt, Seitenlänge des Kubus 350 cm. | weitere Bilder                    |